# One More
«Uno Mas» —título original en inglés: «One More»— es el décimo noveno episodio de la tercera parte de la décima temporada de la serie de televisión The Walking Dead y a su vez es el episodio 150 en general. Estuvo dirigido por Laura Belsey y en el guion estuvo a cargo por Jim Barnes y Erik Mountain, el episodio se lanzó a través de la plataforma de transmisión AMC+ el 12 de marzo de 2021 y se transmitió por televisión el AMC el 14 de marzo. Sin embargo la cadena FOX Channels hizo lo propio en Hispanoamérica y España el 15 de marzo de 2021.
En el episodio, con un mapa de Maggie, Gabriel (Seth Gilliam) y Aaron (Ross Marquand) buscan alimentos y suministros para llevarlos a Alexandría. Al ver una ubicación más, se encuentran con un alijo. La fe se rompe y el optimismo se fragmenta cuando se someten a la prueba final.

## Trama
Aaron y Gabriel van a buscar suministros bajo las órdenes de Maggie, quien les da un mapa de ubicaciones. Aaron y Gabriel matan a varios caminantes en su camino y no tienen éxito en su búsqueda de suministros. Aaron y Gabriel discuten cuánto extrañan a sus hijas. Más tarde, Gabriel cae en el barro y destruye el mapa, pero Gabriel todavía quiere visitar la última ubicación, una torre de agua, pero Aaron piensa que no tiene sentido y quiere regresar a Alexandría.
Aaron y Gabriel encuentran un almacén aparentemente abandonado y Aaron mata a un jabalí salvaje que estaba a punto de atacarlo. Aaron y Gabriel cocinan el jabalí y se lo comen y encuentran una botella de whisky en la mesa y ambos comienzan a beber y jugar a las cartas. Al día siguiente, Gabriel se despierta y se da cuenta de que Aaron ha desaparecido y de repente aparece un hombre armado y se revela que es él quien vive en el almacén. El hombre está enojado con Gabriel por comerse el jabalí y beber el whisky. Gabriel intenta hacerle entender que son buenas personas, pero no le cree. Luego, el hombre saca a Aaron de la habitación donde estaba cautivo y los obliga a jugar a la Ruleta rusa diciendo que uno de ellos dejará este lugar con vida. El hombre revela que su hermano le robó la comida y trató de matarlo y en represalia mató a su hija y esposa. Aaron logra convencer al hombre de que son buenas personas y cuando el hombre baja la guardia, Gabriel lo mata aplastándole la cabeza con la maza del brazo protético de Aaron.
Poco después, Aaron y Gabriel descubren un pasadizo secreto a través de un techo y encuentran al hermano de Mays esposado y los cadáveres de su esposa e hija. Gabriel libera al hermano de Mays, quien rápidamente le roba el arma de Gabriel y se suicida. Aaron y Gabriel toman provisiones de comida y abandonan el lugar para ir al tanque de agua.

## Producción

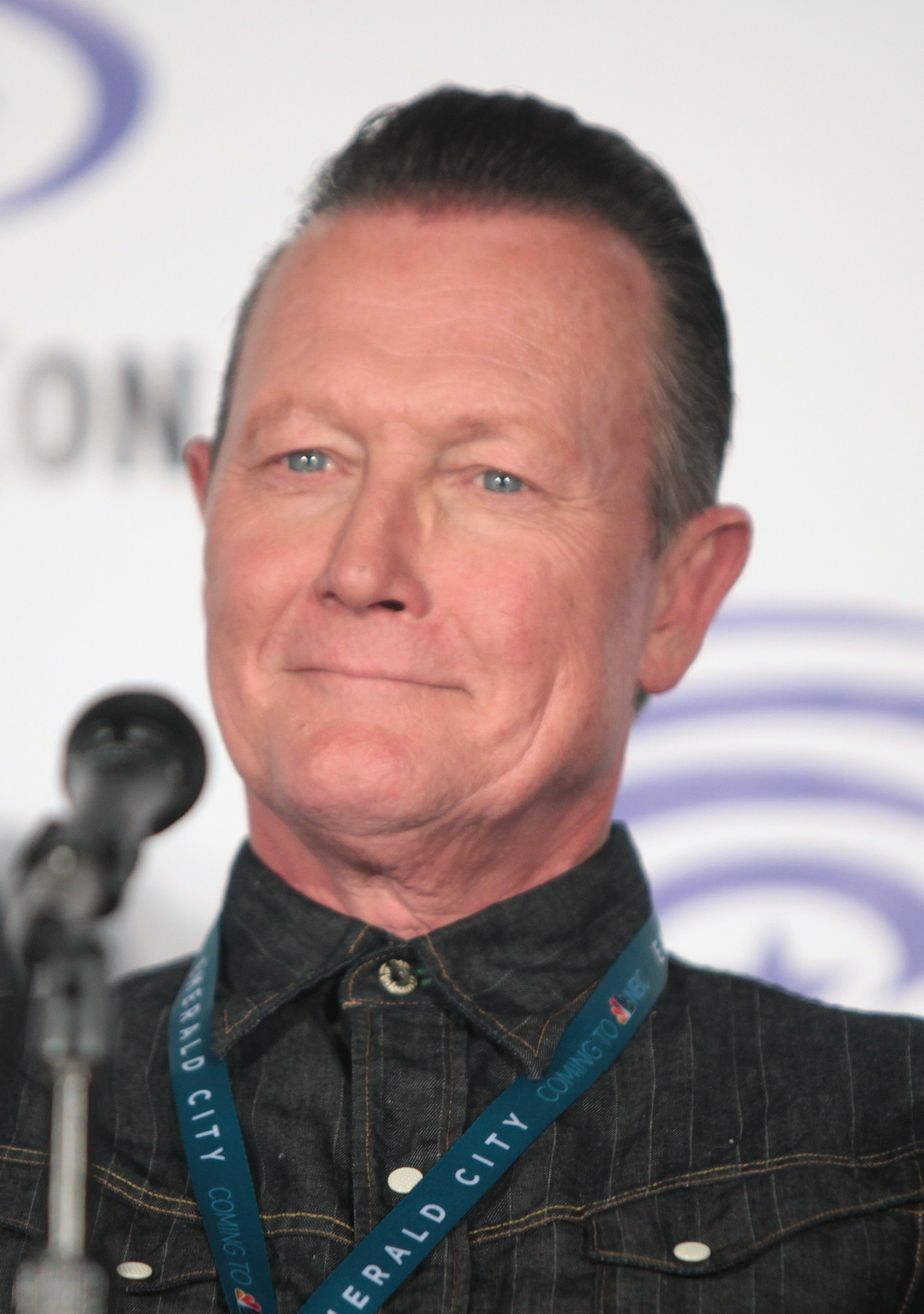
Robert Patrick tuvo una aparición especial en este episodio; su actuación fue aclamada por la crítica.

Este episodio presenta a Robert Patrick como Mays; Patrick también interpretó al hermano gemelo del personaje. Su casting se anunció por primera vez el 19 de noviembre de 2020.
Durante una entrevista con Alex Zalben de Decider, Patrick dijo:

" "No pensé mucho en este hermano aterrorizado y desaliñado. Realmente no lo hice. Pensé mucho en la dinámica, la traición de los hermanos, un hermano decepcionando a otro hermano. Y entiendo Tenía hermanos, y sé cómo es eso, conozco esa decepción. El aspecto gemelo de alguna manera acentuó eso. Cómo debe ser eso, así que lo entendí. Cuando nos acercamos a la apariencia del chico, se suponía que debía estar demacrado, obviamente no comía bien y había estado encadenado en esa pared durante ... ¿Cuántos años? No sabemos, mucho tiempo. Pero si juzgas por la longitud de su cabello, realmente queríamos algo drástico así. Así que realmente presioné por el pelo largo. Y lo abordé desde: él era un perro de refugio. Cómo los perros que son maltratados por los humanos, cómo reaccionan cuando los ponen en un refugio, y están en un jaula, y tienen miedo de los humanos. Ese fue prácticamente el único pensamiento que le di al tipo ... Era hostil, estaba asustado. Te mordería si hubiera tenido la oportunidad de quitarle el arma al [Padre Gabriel] y  esa fue la oportunidad. Lo que realmente quería hacer era quitarse la vida porque ya no podía soportar la miseria."

En una entrevista con Kirsten Acuña de Insider, Patrick afirmó que es seguidor de la serie y dijo:

""Un poco de todo lo anterior. Yo he sido fanático del programa. He visto el programa. Lo filmaron en Atlanta, ese es mi lugar de nacimiento. Todo el concepto fue muy interesante para mí. Así que sí , Era consciente de ello. Por supuesto, conozco a Gale Anne Hurd que estuvo en la franquicia "Terminator", así que tenía curiosidad por saber qué estaba haciendo. Glen Mazzara fue uno de los escritores y showrunners por un tiempo. Scotty Wilson era un viejo amigo mío , trabajé con Laurie Holden en "X Files", así que temáticamente Tenía mucha curiosidad al respecto y yo era un fan."

Xander Berkeley, quien interpretó a Gregory, también apareció en Terminator 2: Judgment Day, donde su personaje fue asesinado por el personaje de Patrick, el T-1000. Berkeley felicitó el desarrollo de Patrick en el episodio diciendo "¡Felicidades amigo! Saluda de mi parte".

## Recepción

### Recepción crítica
"One More" recibió críticas positivas. En Rotten Tomatoes, el episodio tiene un índice de aprobación del 100% con una puntuación media de 7,79 sobre 10, según 11 reseñas. El consenso crítico del sitio dice: "Seth Gilliam y Ross Marquand brillan en una aventura autónoma que adormece a los espectadores con un refrescante vínculo masculino antes de cambiar las tornas con un giro impactante."
Ron Hogan de Den of Geek le dio al episodio 4.5 de 5 estrellas, elogiando la dirección de Laura Besley y la actuación de Robert Patrick y dijo: "Desde el momento en que Robert Patrick entra en escena, es una figura deslumbrante para ver." 
Escribiendo para "TV Fanatic" Paul Daily le dio al episodio 4.25 sobre 5 y elogió los desarrollos de Gilliam y Marquand, durante su reseña escribió: "Aaron y Gabriel nunca han sido mis personajes favoritos, pero" One More "fue una forma perfecta para arrojar luz sobre algunos de los detalles más finos de ellos antes de arrojarlos al fondo."
Aaron Neuwirth de We Live Entertainment también elogió las actuaciones de Gilliam y Marquand y dijo en su reseña: "Ross Marquand y Seth Gilliam tienen la oportunidad de flexionar un poco más sus músculos de actuación, además de divertirse entre ellos... Su aventura se trata en gran medida de la fuerza de la perseverancia, y funciona como un sólido independiente."  Alex McLevy de The A.V. Club dio una buena reseña y una calificación de "B" y dijo: "Te queda la sensación de que ya no sabemos lo que hará Gabriel, y eso es más de lo que normalmente se puede decir de The Walking Dead."
En su reseña, Erik Kain de Forbes también elogió las actuaciones escribió: "Gilliam, Marquand y Patrick fueron tremendos en "One More" la escritura, la dirección, la música y la cinematografía fueron de primera. sea así de bueno de forma constante, podría esperar verlo más cada semana."

### Calificaciones
El episodio fue visto por 2,17 millones de espectadores en los Estados Unidos en su fecha de emisión original, muy por debajo del episodio anterior.